# O (album Chłopcy kontra Basia)
O – drugi studyjny album zespołu Chłopcy kontra Basia wydany 11 września 2015 roku przez wydawnictwo Art2, dystrybuowany przez Agorę. Album opatrzony jest specjalną formą książki z ilustracjami i okładką przedstawiającą złoty inicjał „O” autorstwa Kuby Gajosa. Album powstał w oparciu o dawne zapomniane teksty: baśnie, apokryfy, legendy i pieśni lirnicze. Płyta otrzymała nominację do Fryderyka 2016 w kategorii Album Roku – Muzyka Korzeni.

## Twórcy
- Barbara Derlak – teksty pieśni, śpiew
- Marcin Nenko – kontrabas, chórki
- Tomasz Waldowski – perkusja, gitary, mandolina, harfa, instrumenty perkusyjne, czelesta, fortepian, futujara, syntezatory, chórki
- Łukasz Korybalski – trąbka, kornet, flugelhorn
- Sebastian Wielądek – lira korbowa
- Krzysztof Podsiadło – czelesta
- chór – Partychóra Ensemble pod batutą Krzysztofa Weresińskiego
- opracowania „Wieczerzy” i przygotowanie chóru – Krzysztof Weresiński
- mix: Tomasz Waldowski
- mastering: Krzysztof Tonn i Maciej Staniecki
- oprawa graficzna i ilustracje: Kuba Gajos
- konsultacja muzyczna: Wojciech Waglewski

## Trasa koncertowa
Materiał „O” Chłopcy kontra Basia wykonują w składzie: Barbara Derlak, Marcin Nenko, Łukasz Korybalski i Mateusz Modrzejewski. Trasa promocyjna obejmuje 17 koncertów od września do grudnia 2015.

## Utwory
1. „O dziwożonie zielarce”
2. „O czarnym”
3. „Pieśń zamkniętej”
4. „Rzecz o iluzoryczności słowa czyli Rak, groch i święty Roch”
5. „O Królu-Wężu”
6. „O Wielkiej”
7. „O Tomaszu klarneciście”
8. „O tym, jak zmarły Bieda z Nędzą”
9. „O pojedynku ostatnich czarmistrzów”
10. „O dwóch górach”
11. „O święcącej Dorocie”
12. „Wieczerza” (utwór dodatkowy)

## Nagrody i wyróżnienia
- „Najlepsze płyty 2015 – Polska” według portalu Interia.pl – ocena 9/10[5]